# Wiesław Pirożek
Wiesław Pirożek (ur. 1961 w Przemyślu) – polski samorządowiec, pracownik samorządowy, od 2015 zastępca burmistrza Jarosławia, burmistrz Radymna od 2006 do 2014.

## Życiorys
Posiada wyższe wykształcenie - magister pedagogiki. W latach 1998–2002 sprawował funkcję burmistrza Radymna. W 2002 roku bezskutecznie ubiegał się o reelekcję. W 2006 został po raz drugi wybrany na stanowisko burmistrza. W wyborach w 2010 roku uzyskał reelekcję. Przegrał wybory na stanowisko burmistrza w 2014 roku. W czerwcu 2015 r. został powołany na stanowisko zastępcy burmistrza Jarosławia.
Jest również od 2006 roku prezesem OSP w Radymnie.